# (32705) 2157 T-2
2157 T-2 (asteroide 32705) é um asteroide da cintura principal. Possui uma excentricidade de 0.11064120 e uma inclinação de 16.56172º.
Este asteroide foi descoberto no dia 29 de setembro de 1973 por Cornelis Johannes van Houten e Ingrid van Houten-Groeneveld e Tom Gehrels em Palomar.